# فرتوراکوس میترائوم
مهرابه میترائوم (انگلیسی: Fertőrákos mithraeum) معبدی برای خدای رومی میترائیسم در فرتوراکوس در مجارستان است. براساس اسناد موجود، این بنا را سربازان سپاه کارنیونتوم در ابتدای قرن سوم بعد از میلاد ساختند. این مهرابه را جورج مالسچیتز  به صورت اتفاقی در سال ۱۸۶۶، کشف کرد. این مهرابه توجه دانشمندان محلی را به خود جلب کرد و در سال ۱۹۹۲ بازسازی شد. این بنا روی سطح زمین، در یک طبقه به صورت شمالی - جنوبی ساخته شده‌است و ورودی در شمال بنا قرار دارد.